# Ḥizqiya bar Re’uven
Ḥizqiya bar Re’uven von Boppard (geb. im 12. Jahrhundert; gest. nach 1223) war ein einflussreiches Mitglied der jüdischen Gemeinschaft des deutschen Hochmittelalters. Ob sein Beiname „von Boppard“ seinen Wohnsitz bezeichnet, ist möglich, aber nicht sicher.
Er hatte gute Verbindungen in die höchsten Kreise des Reiches und auch eine gehobene Stellung innerhalb der führenden Kreise der Aschkenasim. 1196 beteiligte er sich an der Rettung der Jüdischen Gemeinde Speyer, indem er für deren Schutz durch Pfalzgraf Otto I. von Burgund sorgte.
Sein Hauslehrer war Eli’ezer von Toul.
Bekannt blieb Ḥizqiya bar Re’uven auch, weil er einer der Unterzeichner der Taqqanot Qehillot Šum war, einer gemeinsamen Rechtssammlung der SchUM-Städte, der jüdischen Gemeinden von Speyer, Worms und Mainz. Auf beiden Versammlungen, die das verhandelten, 1220 in Mainz und 1223, war er anwesend. Mathathya bar Re’uven, ebenfalls ein Teilnehmer beider Versammlungen, wird als sein Bruder vermutet.